# Personalidade Esportiva do Ano BBC
O Personalidade Esportiva do Ano BBC (em inglês: BBC Sports Personality of the Year Award) é o principal prêmio da cerimônia BBC Sports Personality of the Year, que ocorre todo mês de dezembro. O vencedor é o esportista, julgado por votação pública, que mais se destacou naquele ano. O destinatário deve ser britânico ou residir e praticar uma quantidade significativa de seu esporte no Reino Unido. O vencedor é selecionado de uma lista pré-determinada. Trata-se de um dos mais prestigiosos prêmios esportivos britânicos.
O vencedor mais recente é a corredora de 800m Keely Hodgkinson, que ganhou o prêmio em 2024.

## História
O prêmio foi criado por Paul Fox, em 1954, que teve a ideia enquanto era editor do programa Sportsview. A primeira cerimônia de premiação ocorreu em 1954 como parte do programa apresentado por Fox e foi apresentada por Peter Dimmock. Para o primeiro programa, os votos foram enviados por cartão postal, e as regras apresentadas em um artigo do Radio Times estipulavam que as indicações eram restritas a atletas que haviam aparecido no programa Sportsview desde abril. Aproximadamente 14.500 votos foram emitidos, e Christopher Chataway, corredor de média e longa distância, derrotou o também corredor Roger Bennister.
As únicas pessoas a conquistarem esse título duas vezes foram o boxeador Henry Cooper e os pilotos Nigel Mansell e Damon Hill. Tanto a Princesa Anne (em 1971) quanto sua filha Zara Tindall (em 2006) conquistaram o prêmio, consolidando um fato inédito de duas pessoas da mesma família a ganhá-lo.

## Lista de indicados
A lista de finalistas é anunciada algumas semanas antes da cerimônia de premiação, e o vencedor é determinado na noite por um telefone público e votação on-line. Antes de 2012, um painel de 30 jornalistas esportivos enviava uma lista de 10 concorrentes. Destes concorrentes, uma lista de dez indicados era determinada. Este método foi criticado após a seleção de uma lista de finalistas exclusivamente masculina em 2011. O processo de seleção de concorrentes foi alterado para os prêmios de 2012 e subsequentes pela introdução de um painel de especialistas. O painel produz uma lista de finalistas que reflete as conquistas esportivas do Reino Unido no cenário nacional e/ou internacional, representa a amplitude e a profundidade dos esportes do Reino Unido e leva em consideração o "impacto" dentro e além do esporte ou conquista esportiva em questão.

## Vencedores
Cinco pessoas ganharam o prêmio mais de uma vez: o tenista Andy Murray, sendo a única pessoa a ter vencido três vezes e a única pessoa a ter vencido em anos consecutivos, enquanto o boxeador Henry Cooper e os pilotos Nigel Mansell, Damon Hill e Lewis Hamilton ganharam duas vezes cada.
A Princesa Anne  (1971) e sua filha Zara Tindall (2006) são as únicas premiadas que são membros da mesma família. O ganhador mais velho do prêmio é o golfista Dai Rees, que ganhou em 1957 aos 44 anos. O nadador Ian Black, que ganhou no ano seguinte, aos 17 anos, é o ganhador mais jovem. Os patinadores artísticos Jayne Torvill e Christopher Dean, que ganharam em 1984, são os únicos ganhadores não individuais do prêmio. Ao todo, 14 mulheres venceram o prêmio. 17 modalidades esportivas já tiveram um vencedor, sendo o atletismo a com maior representação (17 ganhadores). Contando Torvill e Dean separadamente, houve 55 ganhadores ingleses do prêmio, sete escoceses, cinco galeses, três norte-irlandeses, e um manês.

### Prêmios por ano
| Ano  | Atleta               | Modalidade          |
| ---- | -------------------- | ------------------- |
| 1954 | Christopher Chataway | Atletismo           |
| 1955 | Gordon Pirie         | Atletismo           |
| 1956 | Jim Laker            | Críquete            |
| 1957 | Dai Rees             | Golfe               |
| 1958 | Ian Black            | Natação             |
| 1959 | John Surtees         | Motociclismo        |
| 1960 | David Broome         | Saltos              |
| 1961 | Stirling Moss        | Automobilismo       |
| 1962 | Anita Lonsbrough     | Natação             |
| 1963 | Dorothy Hyman        | Atletismo           |
| 1964 | Mary Rand            | Atletismo           |
| 1965 | Tom Simpson          | Ciclismo            |
| 1966 | Bobby Moore          | Futebol             |
| 1967 | Henry Cooper         | Boxe                |
| 1968 | David Hemery         | Atletismo           |
| 1969 | Ann Jones            | Tênis               |
| 1970 | Henry Cooper (2)     | Boxe                |
| 1971 | Ana, Princesa Real   | Equitação           |
| 1972 | Mary Peters          | Atletismo           |
| 1973 | Jackie Stewart       | Automobilismo       |
| 1974 | Brendan Foster       | Atletismo           |
| 1975 | David Steele         | Críquete            |
| 1976 | John Curry           | Patinação artística |
| 1977 | Virginia Wade        | Tênis               |
| 1978 | Steve Ovett          | Atletismo           |
| 1979 | Sebastian Coe        | Atletismo           |
| 1980 | Robin Cousins        | Patinação artística |
| 1981 | Ian Botham           | Críquete            |
| 1982 | Daley Thompson       | Atletismo           |
| 1983 | Steve Cram           | Atletismo           |
| 1984 | Torvill e Dean       | Patinação artística |
| 1985 | Barry McGuigan       | Boxe                |
| 1986 | Nigel Mansell        | Automobilismo       |
| 1987 | Fatima Whitbread     | Atletismo           |
| 1988 | Steve Davis          | Sinuca inglesa      |
| 1989 | Nick Faldo           | Golfe               |
| 1990 | Paul Gascoigne       | Futebol             |
| 1991 | Liz McColgan         | Atletismo           |
| 1992 | Nigel Mansell (2)    | Automobilismo       |
| 1993 | Linford Christie     | Atletismo           |
| 1994 | Damon Hill           | Automobilismo       |
| 1995 | Jonathan Edwards     | Atletismo           |
| 1996 | Damon Hill (2)       | Automobilismo       |
| 1997 | Greg Rusedski        | Tênis               |
| 1998 | Michael Owen         | Futebol             |
| 1999 | Lennox Lewis         | Boxe                |
| 2000 | Steve Redgrave       | Remo                |
| 2001 | David Beckham        | Futebol             |
| 2002 | Paula Radcliffe      | Atletismo           |
| 2003 | Jonny Wilkinson      | Rugby union         |
| 2004 | Kelly Holmes         | Atletismo           |
| 2005 | Andrew Flintoff      | Críquete            |
| 2006 | Zara Tindall         | Equitação           |
| 2007 | Joe Calzaghe         | Boxe                |
| 2008 | Chris Hoy            | Ciclismo            |
| 2009 | Ryan Giggs           | Futebol             |
| 2010 | Tony McCoy           | Turfe               |
| 2011 | Mark Cavendish       | Ciclismo            |
| 2012 | Bradley Wiggins      | Ciclismo            |
| 2013 | Andy Murray          | Tênis               |
| 2014 | Lewis Hamilton       | Automobilismo       |
| 2015 | Andy Murray (2)      | Tênis               |
| 2016 | Andy Murray (3)      | Tênis               |
| 2017 | Mo Farah             | Atletismo           |
| 2018 | Geraint Thomas       | Ciclismo            |
| 2019 | Ben Stokes           | Críquete            |
| 2020 | Lewis Hamilton (2)   | Automobilismo       |
| 2021 | Emma Raducanu        | Tênis               |
| 2022 | Beth Mead            | Futebol             |
| 2023 | Mary Earps           | Futebol             |
| 2024 | Keely Hodgkinson     | Atletismo           |

### Prêmios por esporte
| Modalidade          | Prêmios |
| ------------------- | ------- |
| Atletismo           | 19      |
| Automobilismo       | 8       |
| Futebol             | 7       |
| Tênis               | 7       |
| Críquete            | 5       |
| Boxe                | 5       |
| Ciclismo            | 5       |
| Patinação artística | 3       |
| Golfe               | 2       |
| Natação             | 2       |
| Equitação           | 2       |
| Sinuca inglesa      | 1       |
| Rugby union         | 1       |
| Remo                | 1       |
| Motociclismo        | 1       |
| Saltos              | 1       |
| Turfe               | 1       |

### Por gênero
| Gênero    | Prêmios |
| --------- | ------- |
| Masculino | 54      |
| Feminino  | 16      |
| Misto     | 1       |

### Por país
| País             | Prêmios |
| ---------------- | ------- |
| Inglaterra       | 55      |
| Escócia          | 7       |
| País de Gales    | 5       |
| Irlanda do Norte | 3       |
| Ilha de Man      | 1       |